# Pikkelyes pénzecskegomba
A pikkelyes pénzecskegomba (Laccaria proxima) a Hydnangiaceae családba tartozó, Európában és Észak-Amerikában elterjedt, fenyvesekben. vegyes erdőkben élő, ehető gombafaj. 

## Megjelenése
Kalapja 2-6 (8) cm széles, alakja eleinte domború, később széles domborúan, majd laposan kiterül; közepe sokszor benyomott, széle pedig lefelé forduló. Széle többnyire bordás, fiatalon begöngyölt. Színe élénk vörösessárga, narancsvörös vagy húsbarnás. Felülete nemezes, szemcsés, idősen sötétebb, finom pikkelyek borítják, elsősorban a közepén.
Húsa vékony, színe a kalapéval megegyezik vagy halványabb. Szaga kissé kellemetlen földes/kesernyés, íze nem jellegzetes. 
Viszonylag ritkásan álló lemezei tönkhöz nőttek, hosszuk különböző. Színük fiatalon rózsaszínes krémszínű, majd egyre fakóbb húsbarnák lesznek.
Tönkje 2,5-8 cm magas és max. 1 cm vastag. Alakja karcsú, hengeres, a tövénél esetleg megvastagodhat. Felszíne feltűnően szálas, szinte bordás, az alján fehéren filces. Színe mindig sötétebb árnyalatú, mint a kalapé.
Spórapora fehér. Spórája elliptikus, felszíne sűrűn rövidtüskés, mérete 8-11 x 7-9 µm. 

### Hasonló fajok
A húsbarna pénzecskegombával lehet összetéveszteni. 

## Elterjedése és termőhelye
Európában és Észak-Amerikában honos. Magyarországon ritka.
Savanyú talajú fenyvesekben, vegyes erdőkben, esetenként tőzeglápokon él. Augusztustól októberig terem.  
Ehető, bár nincs nagy kulináris értéke és a tönkje túl szívós. 

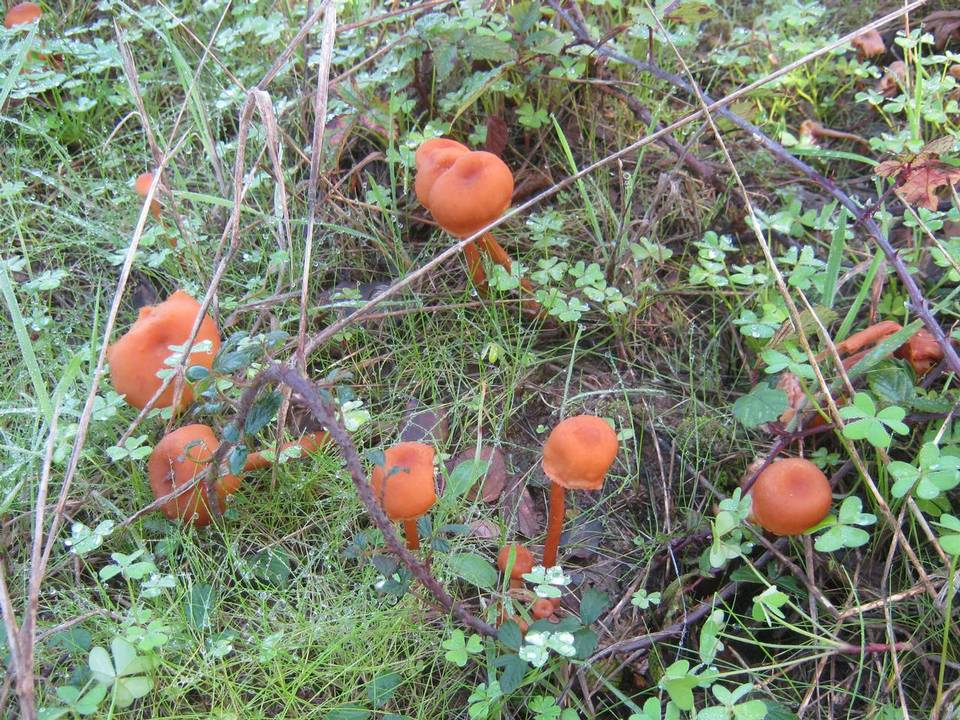
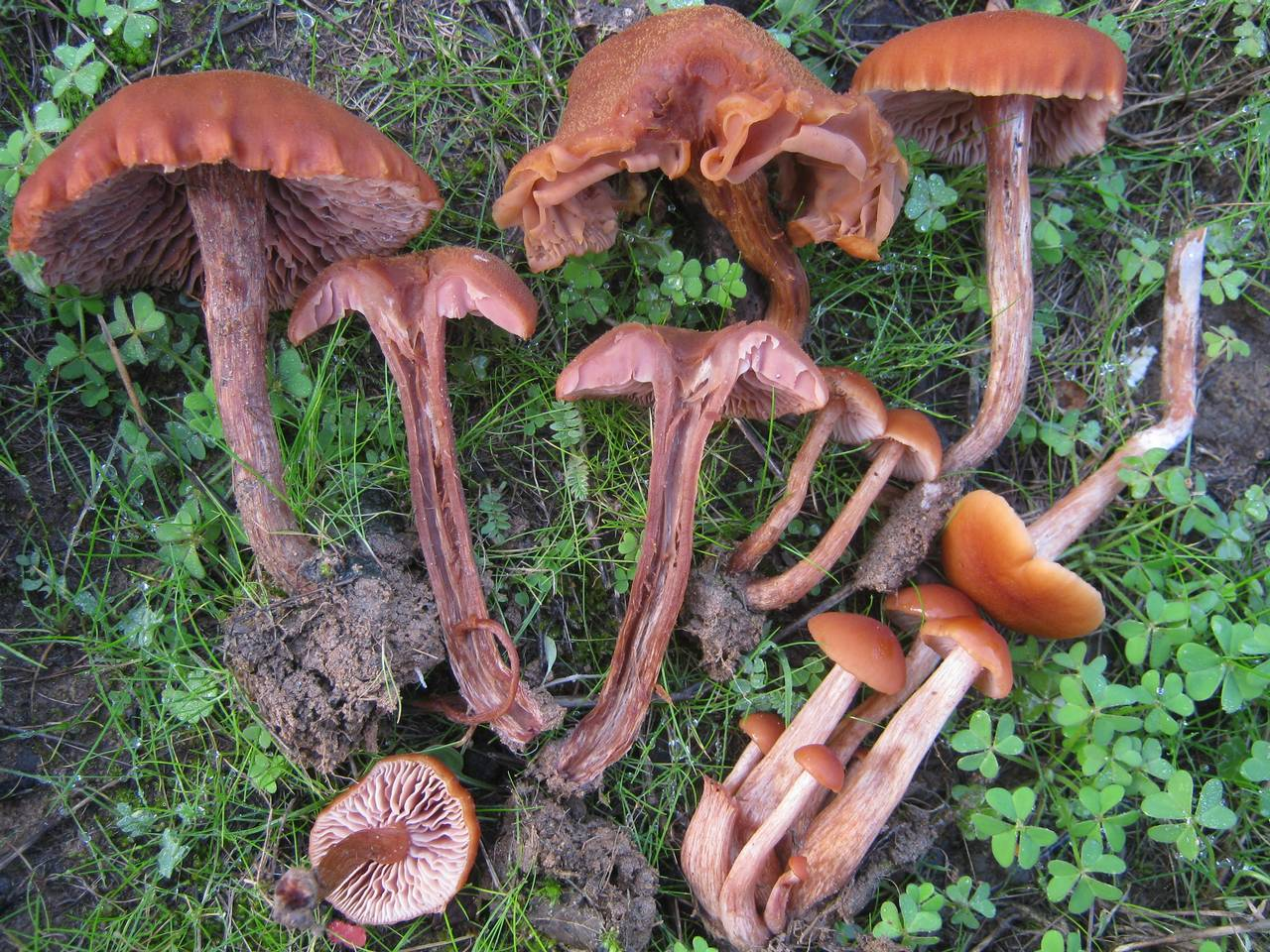
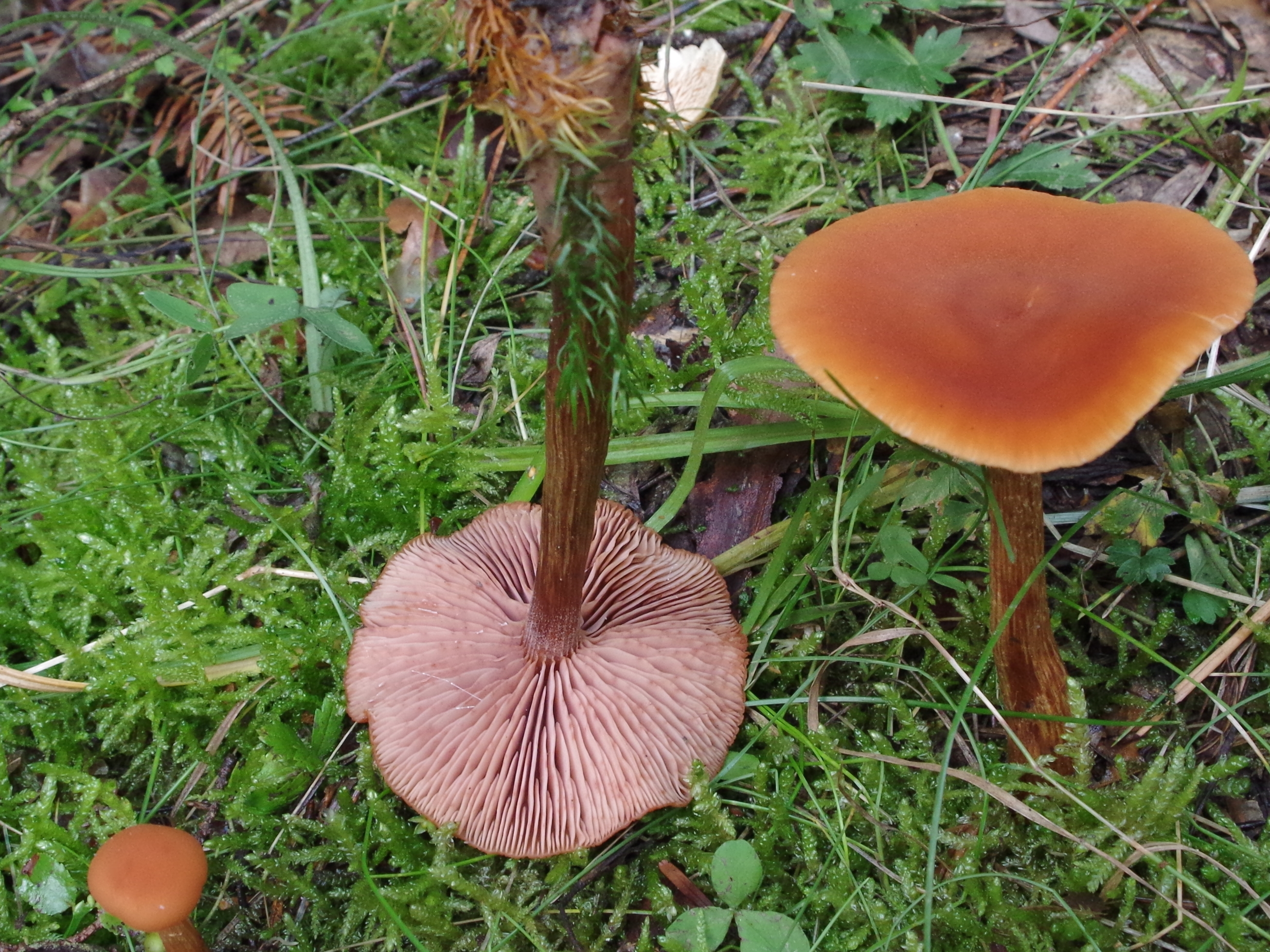
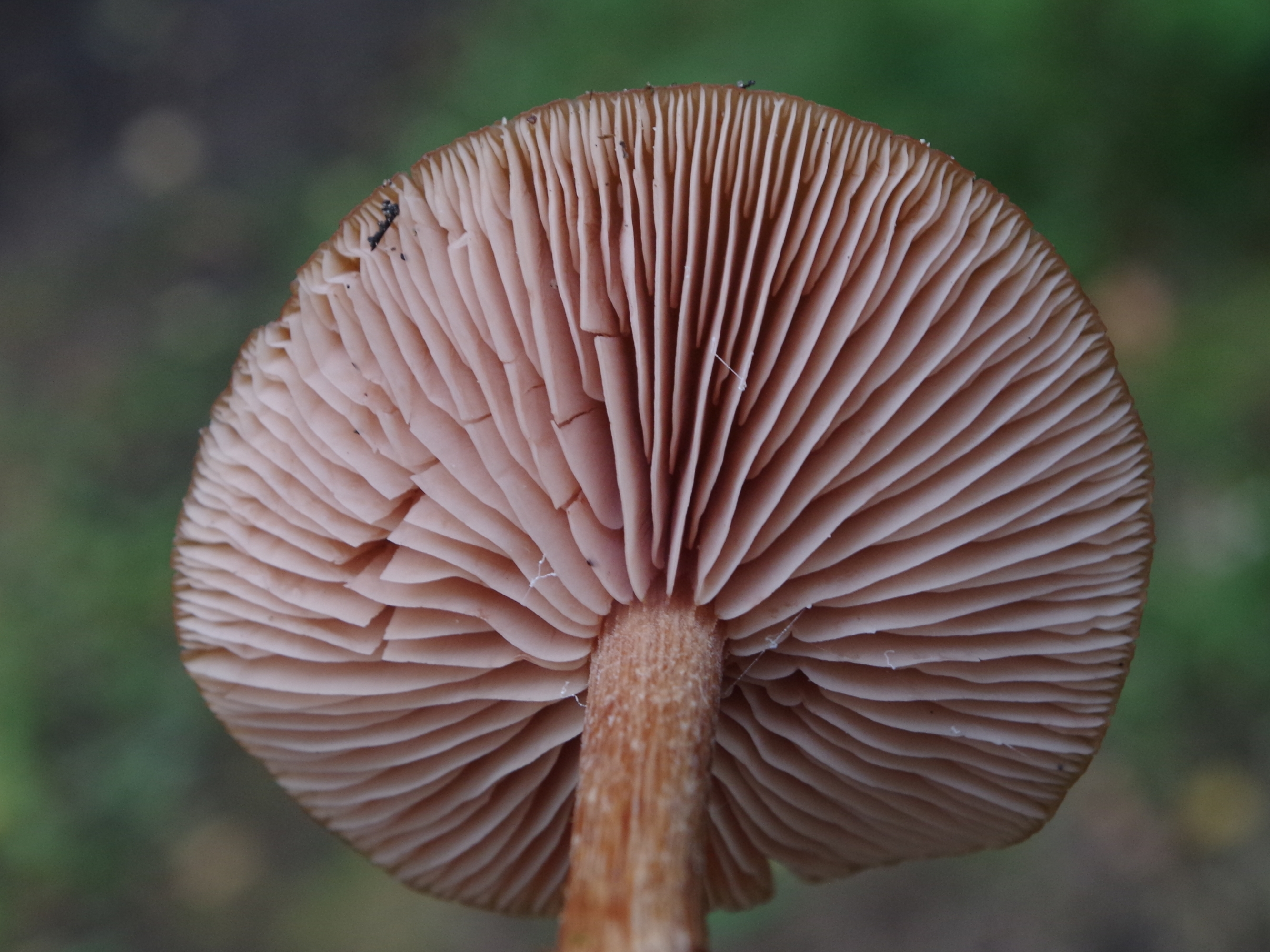
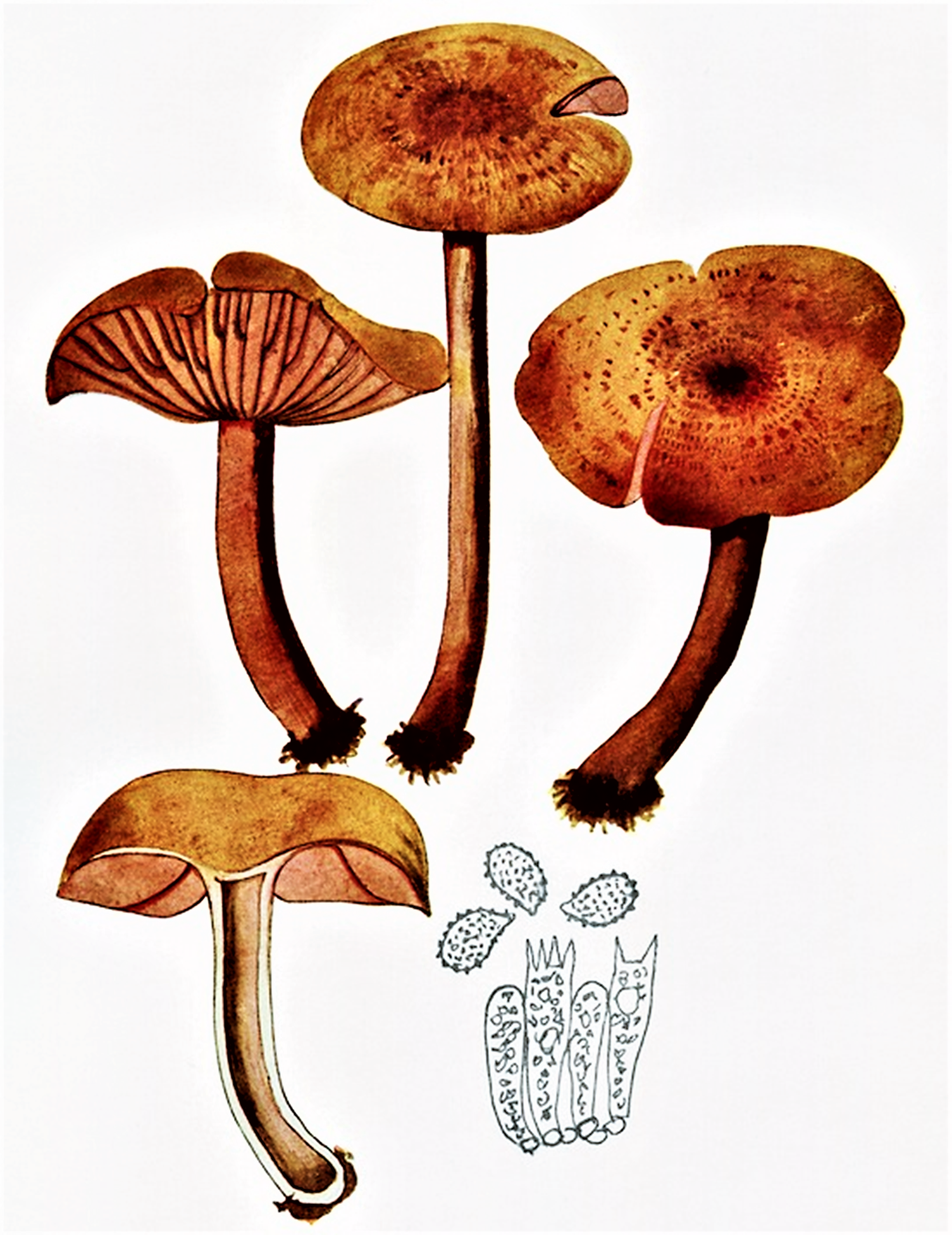